# Weißenbach (Gemeinde Schwarzenbach)
Weißenbach ist ein Ort in der Gemeinde Schwarzenbach an der Pielach in Niederösterreich.
Die Ortslage, die bis 2022 eine Ortschaft mit zuletzt 5 Einwohnern bildete, befindet sich südöstlich von Schwarzenbach im Tal des Weißenbaches, einem rechten Zufluss der Pielach und besteht nur aus wenigen Gebäuden.